# العلاقات اليونانية الليتوانية
العلاقات اليونانية الليتوانية هي العلاقات الثنائية التي تجمع بين اليونان وليتوانيا.

## مقارنة بين البلدين
هذه مقارنة عامة ومرجعية للدولتين:
| وجه المقارنة                                              | اليونان                                                                             | ليتوانيا                                                    |
| --------------------------------------------------------- | ----------------------------------------------------------------------------------- | ----------------------------------------------------------- |
| المساحة (كم2)                                             | 131.96 ألف                                                                          | 65.30 ألف                                                   |
| عدد السكان (نسمة)                                         | 10.76 مليون                                                                         | 2.79 مليون                                                  |
| الكثافة السكانية (ن./كم²)                                 | 81.54                                                                               | 42.73                                                       |
| العاصمة                                                   | أثينا، نافبليو                                                                      | فيلنيوس، كاوناس                                             |
| اللغة الرسمية                                             | لغة يونانية، اليونانية الديموطيقية ‏                                                 | اللغة الليتوانية                                            |
| العملة                                                    | يورو، دراخما، فينيكس يوناني ‏                                                        | ليتاس ليتواني، يورو                                         |
| الناتج المحلي الإجمالي (بليون دولار)                      | 200.29 مليار                                                                        | 47.17 مليار                                                 |
| الناتج المحلي الإجمالي (تعادل القوة الشرائية) بليون دولار | 285.45 مليار                                                                        | 84.06 مليار                                                 |
| الناتج المحلي الإجمالي الاسمي للفرد دولار أمريكي          | 18.00 ألف                                                                           | 14.15 ألف                                                   |
| الناتج المحلي الإجمالي للفرد دولار أمريكي                 | 26.85 ألف                                                                           | 27.69 ألف                                                   |
| مؤشر التنمية البشرية                                      | 0.865                                                                               | 0.839                                                       |
| رمز المكالمات الدولي                                      | +30                                                                                 | +370                                                        |
| رمز الإنترنت                                              | .gr                                                                                 | .lt                                                         |
| المنطقة الزمنية                                           | توقيت شرق أوروبا، ت ع م+02:00، ت ع م+03:00، توقيت شرق أوروبا الصيفي ‏، أوروبا/أثينا ‏ | ت ع م+02:00، ت ع م+03:00، أوروبا/فيلنيوس ‏، توقيت شرق أوروبا |

## مدن متوأمة
في ما يلي قائمة باتفاقيات التوأمة بين مدن يونانية وليتوانية:
- ترتبط بروزة مع بريناي باتفاقية توأمة.
- ترتبط باتراس مع فيلنيوس باتفاقية توأمة منذ 10 سبتمبر 2013.[17][18][19][17]
- ترتبط بيرايوس مع فيلنيوس باتفاقية توأمة منذ 1985.

## منظمات دولية مشتركة
يشترك البلدان في عضوية مجموعة من المنظمات الدولية، منها:
| علم المنظمة | اسم المنظمة                               | تاريخ انضمام اليونان | تاريخ انضمام ليتوانيا |
| ----------- | ----------------------------------------- | -------------------- | --------------------- |
|             | الاتحاد الأوروبي                          | 1981                 | 1 مايو 2004           |
|             | وكالة ضمان الاستثمار متعدد الأطراف        | 30 أغسطس 1993        | 8 يونيو 1993          |
|             | منظمة التعاون الاقتصادي والتنمية          | 30 سبتمبر 1961       | 5 يوليو 2018          |
|             | الأمم المتحدة                             | 25 أكتوبر 1945       | 17 سبتمبر 1991        |
|             | منظمة حظر الأسلحة الكيميائية              | ?                    | ?                     |
|             | منظمة التجارة العالمية                    | 1995                 | ?                     |
|             | منظمة الشرطة الجنائية الدولية             | ?                    | ?                     |
|             | منظمة الأمن والتعاون في أوروبا            | 25 يونيو 1973        | 10 سبتمبر 1991        |
|             | مؤسسة التنمية الدولية                     | 9 يناير 1962         | 23 سبتمبر 2011        |
|             | حلف شمال الأطلسي                          | 18 فبراير 1952       | 29 مارس 2004          |
|             | يونسكو                                    | 4 نوفمبر 1946        | 7 أكتوبر 1991         |
|             | مجلس أوروبا                               | 9 أغسطس 1949         | ?                     |
|             | الاتحاد البريدي العالمي                   | ?                    | ?                     |
|             | البنك الدولي للإنشاء والتعمير             | 27 ديسمبر 1945       | 6 يوليو 1992          |
|             | اتفاقية السماوات المفتوحة                 | ?                    | ?                     |
|             | الاتحاد الدولي للاتصالات                  | 1866                 | 1 يوليو 1923          |
|             | مؤسسة التمويل الدولية                     | 26 سبتمبر 1957       | 15 يناير 1993         |
|             | المنظمة الأوروبية لسلامة الملاحة الجوية   | 1988                 | 2006                  |
|             | المركز الدولي لتسوية المنازعات الاستشارية | 21 مايو 1969         | 5 أغسطس 1992          |
|             | مجموعة الموردين النوويين                  | ?                    | ?                     |

## وصلات خارجية
- موقع وزارة الخارجية اليونانية
- موقع وزارة الخارجية الليتوانية